# Llengües pano-tacanes
Les llengües pano-tacanes (també conegudes com Pano-takana i tacapano) constitueixen una família de llengües parlades al Perú, oest del Brasil, Bolívia i anteriorment nord de Paraguai.

## Classificació

### Llengües de la família
Usualment es considera a la família pano-tacana com composta per dues branques: les llengües pano i les llengües takana. S'han registrat una mica més d'una trentena de llengües Pano. Les següent llista reflecteix les dues branques, però no les subdivisions internes de cada branca (inclou el nombre estimat de parlants de cadascuna amb la data del càlcul):
I. Branca Pano
1. Kaxararí (coneguda també com Kashararí) 270 (2001)
2. Kulino (o Culino) (†)
3. Nocamán (o Nokamán) (†)
4. Cashibo (o Cacataibo, Kashibo) 5.000 (1999)
5. Pánobo (†)
6. Huariapano (o Pano, Waripano) (†)
7. Shipibo (o Shipibo-Conibo, Shipibo-Konibo) 26.000 (2003); 30.000 (2008)
8. Capanahua (o Kapanawa) 390 (2000)
9. Marúbo (o Marobo) 1.040 (2000)
10. Waninawa (o Katukína) 315 (1998)
11. Remo (o Sakuya, Kukini) (†)
12. Tuxinawa (o Tushinawa) (†)
13. Amahuaca (o Amawaka) 220 (1995-2000)
14. Iskonawa (o Iscobakebo, Iskonawa) 82 (2000)
15. Cashinahua (o Kashinawa, Kaxinawa, Tuxinawa) 2.000 (2003)
16. Sharanawa (o Marinahua, Mastanahua, Parquenahua) 453 (2000-2007)
17. Yawanawa (o Yaminawa) 1.390 (2000-2003)
18. Atsahuaca (o Yamiaca, Atsawaka-Yamiaka) (†)
19. Parannawa (†)
20. Puinaua (o Poyanawa) 12 (1992)
21. Xipinahua (o Shipinawa) (†)
22. Karipuna
23. Pacahuara (o Pacaguara, Pakaguara) 17 (2000)
24. Chácobo (o Chákobo) 550 (2000)
25. Shaninawa (o Xaninaua, Shanenawa, Xanenaua)
26. Sensi (†)
27. Mayoruna-Matsés (o Matse, Matis, Majoruna)
II. Branca tacana
28. Tacana (o Tupamasa, Takana)
29. Reyesano (o San Borjano, Maropa)
30. Araona (o Carina, Cavina)
31. Cavineño (o Kavinenya)
32. Ese ejja (o Ese’eha, Tiatinagua, Chama, Huarayo, Guacanawa, Chuncho, Eseʔexa, Tatinawa, Ese exa)
33. Toromona (†)
La majoria de llengües pano es parlen o bé al Perú o bé en la part occidental del Brasil i a Bolívia. D'altra banda totes les llengües tacanes es parlen a Bolívia (encara que l' Ese’ejja es parla també al Perú). Per a les llengües pano s'han proposat almenys quatre subramas internes en les classificacions més recents. Algunes precisions a les dades exposades en la taula:
1. Kulino, Nocamán, Pánobo, Huariapano, Remo, Tuxinawa, Atsahuaca, Parannawa, Xipinahua, Sensi, i Toromona són actualment llengües mortes (o total d'11 llengües).
2. El signe (†) indica que aquesta llengua està extingida o és llengua morta.

### Relació amb altres llengües
Existeixen diverses propostes de relació entre les llengües pano-tacanas i altres famílies. Per exemple J. A. Suárez (1973), seguint a Swadesh (1960) proposa alguna evidència d'elements similars entre el pano-tacano i altres grups com el mosetén, el chon i llengües aïllades com el cayubaba i el yuracaré (tipològicament totes aquestes llengües són algutinants).
M. R. Key (1978) suggereix que podria existir algun parentiu entre el pano-tacano, el maputxe, el mosetén i el chon. No obstant això, tots dos treballs usen la comparació lèxica multilateral entre llengües modernes que produeix, en general, pitjors resultats que la comparació binària entre dues protollengües reconstruïdes.

## Característiques comunes
Tant les llengües pano com les llengües takana mostren ergativitat escindida pel que molts postulen aquesta característica per al proto-pano-takana.

### Fonologia
El sistema fonològic de les llengües pano sol tenir quatre vocals /i, a, ɨ, o/ enfront de les també quatre vocals de la majoria de llengües takana /i, e, a, o/. El sistema consonàntic les llengües pano solen tenir més o menys que el de les llengües takana.

### Pronoms
Les marques de persona mostren gran similitud en totes dues llengües:
| GLOSSA              | Llengües pano | Llengües pano | Llengües pano | Llengües takana | Llengües takana | proto-pano- takana |
| GLOSSA              | Panobo        | Yaminawa      | Shipibo       | Cavineña        | Takana          | proto-pano- takana |
| ------------------- | ------------- | ------------- | ------------- | --------------- | --------------- | ------------------ |
| 1a persona singular | e-            | e-            | e-            | ʔɨʔ- e-         |                 | *i-                |
| 2a persona singular | mi-           | mi-           | mi-           | mi- me-         |                 | *mi-               |
| 3a persona singular | ja-           | a-            | ja-           |                 |                 |                    |
| 1a persona plural   | no-           | no-           | no-           |                 |                 |                    |

A més els pronoms en la seva forma ergativa requereixen tant en llengües pano com en llengües takana la marca d'ergatiu -ra quan aparerecen al principi de la frase:
e-n-ra kinan-ke (shipibo, família pano)
'(el) vaig vomitar'
e-ra bakwe a-kware (Caviñena, família takana)
'(el) vaig dir'

### Morfosintaxi
Les llengües pano-tacanas tenen com a ordre dominant SOV i presenten en uns certs contextos alineament morfosintàctic de tipus ergatiu, sovint en la forma d'ergativitat escindida.